# Centromerus georgicus
Espèce
Centromerus georgicus est une espèce d'araignées aranéomorphes de la famille des Linyphiidae.

## Distribution
Cette espèce est endémique de la région d'Iméréthie en Géorgie,. Elle se rencontre à Tskhaltoubo dans la grotte Melouri.

## Description
Le mâle holotype mesure 1,44 mm et la femelle paratype 1,46 mm.
Cette araignée est anophtalme.

## Systématique et taxinomie
Cette espèce a été décrite par Deltshev en 2023.

## Étymologie
Son nom d'espèce lui a été donné en référence au lieu de sa découverte, la Géorgie.

## Publication originale
- Deltshev, Barjadze & Maghradze, 2023 : « On the cave spiders of Georgia with description of a new blind Centromerus (Arachnida: Araneae). » Historia Naturalis Bulgarica, vol. 45, no 11, p. 283-292 (texte intégral).